# Camputers Lynx

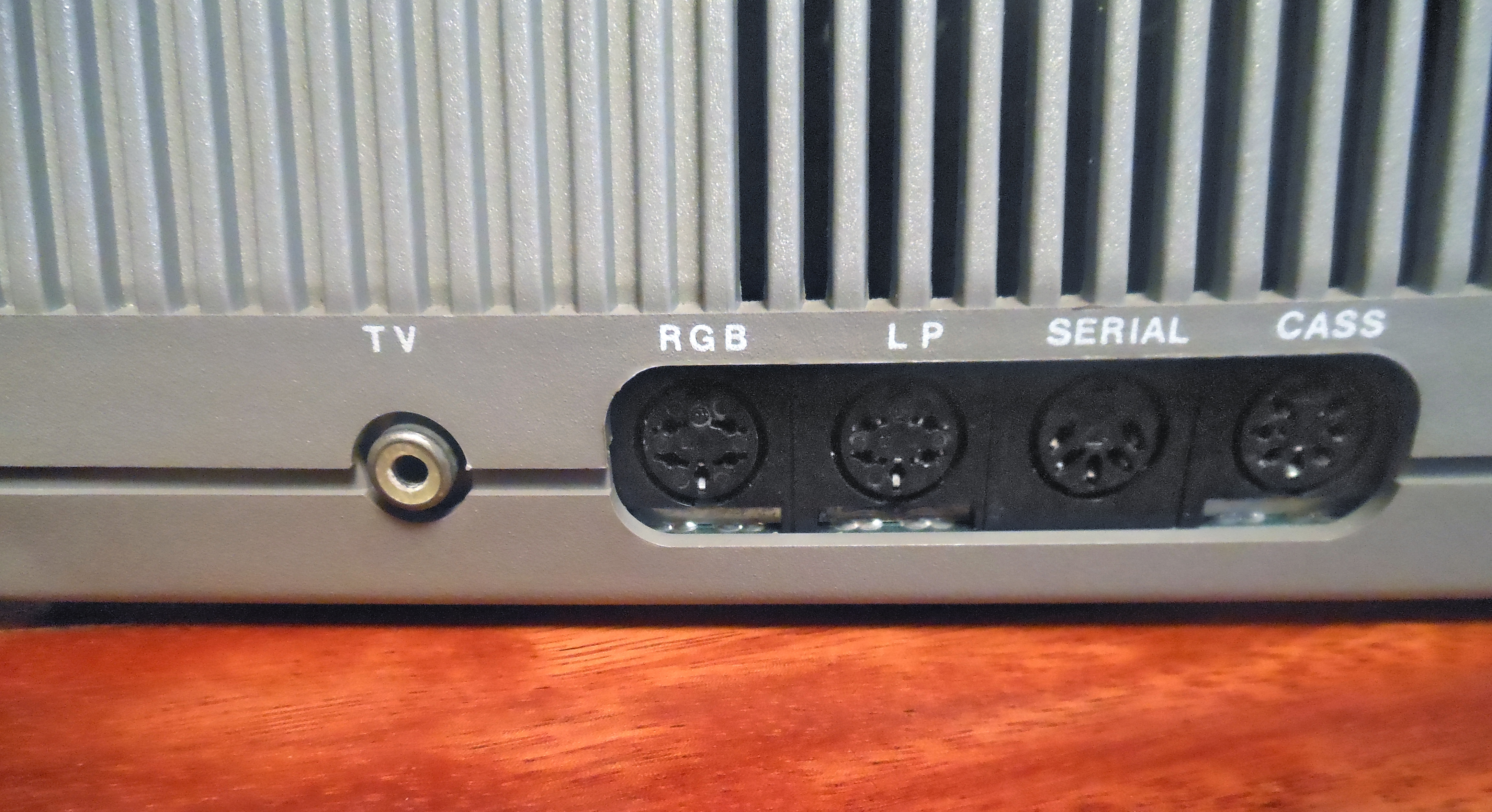
Camputers Lynx 48k – Anschlüsse hinten links

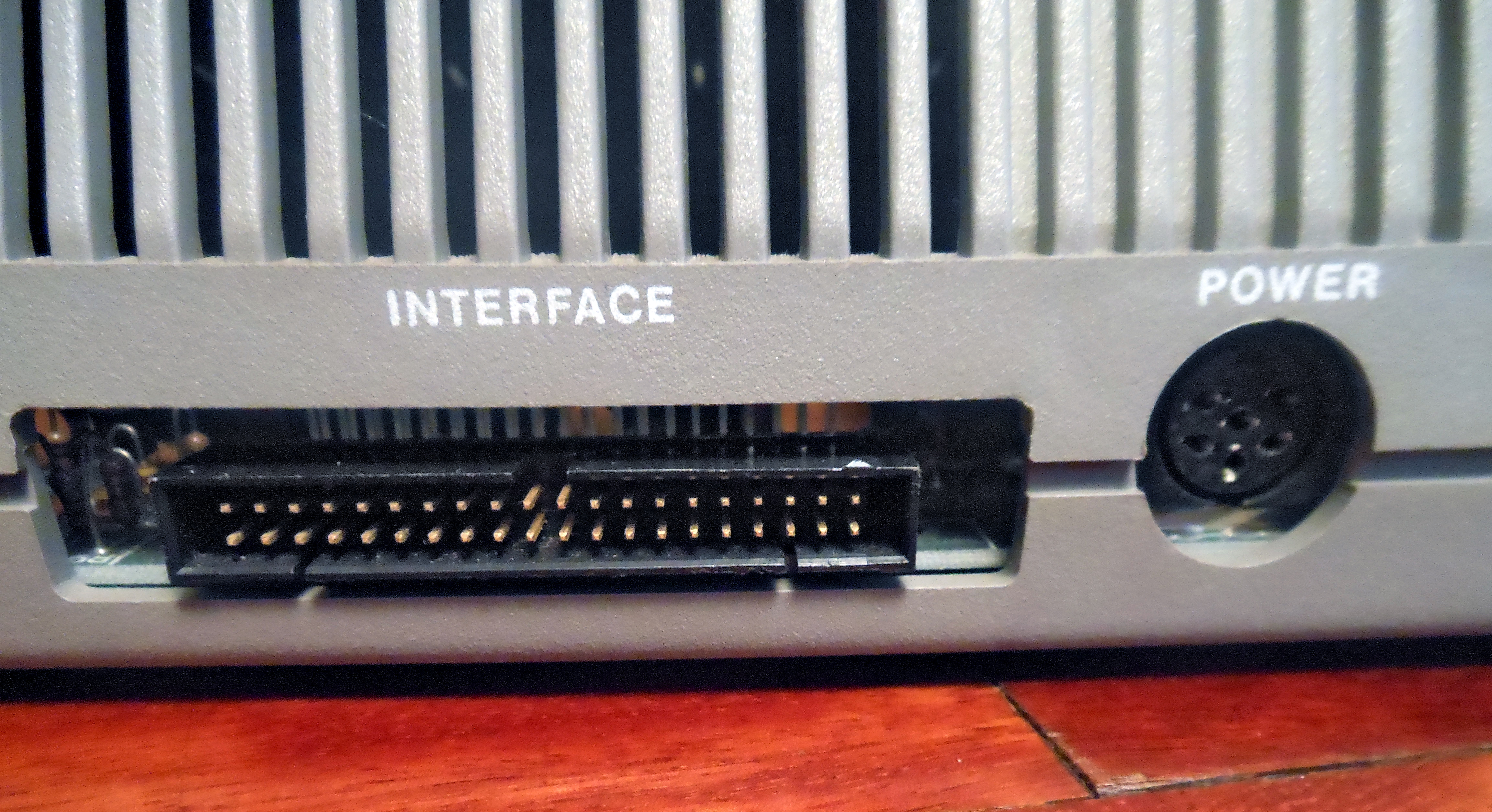
Camputers Lynx 48k – Anschlüsse hinten rechts

Der Lynx war ein britischer 8-bit-Heimcomputer der Firma Camputers. Er erschien erstmals Anfang 1983 zuerst als 48-kB-Modell. Darauf folgten weitere Modelle mit 96 kB oder 128 kB RAM. Mit einer Speichererweiterung war es möglich, 192 kB RAM zu erreichen. Der Schlagzeuger John Shireff entwickelte die Hardware und Davis Jansons die Firmware.
Der Computer basierte auf einem Zilog-80-Prozessor, der auf 4 MHz getaktet war (6 MHz bei den 128/192-kB-Modellen) und beinhaltete einen Motorola 6845 als Video-Controller, der 32 kB VRAM belegte. Man konnte auf den 96-kB- und 128-kB-Modellen CP/M mit einem optionalen 5,25″-Floppy-Laufwerk betreiben.

## Bedeutung
Für seine Zeit war der Computer recht fortschrittlich. Ein 48-kB-Computer kostete £225, ein 96-kB-Rechner £299 und ein 128-kB-Computer £445. Verglichen mit der Konkurrenz, etwa dem Sinclair ZX Spectrum und dem Oric 1 war er etwas hochpreisig. Camputers nannte die Computer der Reihe immer wieder um, so wurde die 48-kB-Variante the Leisure, und die 128-kB-Variante the Laureate genannt.
Für den Computer gab es nur sehr wenig native Software, jedoch konnte zumindest durch die Kompatibilität der 96-kB- und 128-kB-Modelle auf einen sehr umfangreichen Fundus an CP/M-Software zurückgegriffen werden. Camputers stellte aufgrund finanzieller Probleme im Juni 1984 den Betrieb ein. Es wird vermutet, dass ungefähr 30.000 Camputers-Lynx-Einheiten weltweit verkauft wurden.
Im November 1984 übernahm Anston Technology das Unternehmen, und ein Neustart war geplant, kam aber nie zustande. Im Juni 1986 verkaufte Anston alles – Hardware, Designrechte und Tausende von Kassetten – an die National Lynx User Group. Die Gruppe plante die Herstellung eines Super-Lynx, war aber zu sehr damit beschäftigt, den Besitzern vorhandener Modelle Ersatzteile und technische Informationen zu liefern, so dass das Projekt ebenfalls nicht realisiert wurde.
Zu den einzigartigen Merkmalen dieses Computers (im Vergleich zu anderen Heimcomputern dieser Zeit) gehörte, dass alle Zahlen Fließkomma-BCD-Zahlen (gerade Zeilenzahlen) waren. Der Computer lief immer im „hochauflösenden“ Grafikmodus (256 × 252 Pixel in acht Farben) mit 6 × 10 Pixel Zeichen. Nur wenige Bytes des Grafikspeichers konnten während der horizontalen Synchronisierung manipuliert werden, so dass die Grafiken im Vergleich zu den meisten anderen Computern extrem langsam waren. Bis zu 192 kB RAM und 20 kB ROM (16 kB beim kleinsten Modell) auf einem 16-Bit-Adressbus wurden mit spezieller Hardware implementiert. Infolgedessen konnten bestimmte durch ROM abgeschattete RAM-Bereiche nur zur Datenspeicherung verwendet werden, und der Videospeicher hatte eine grüne und alternative grüne Bank, die durch ein Hardwareregister geschaltet werden konnte.  Für den Ton verfügte er über einen einfachen (6 Bit) DAC. Ein Komparator war als ADC (in erster Linie zum Lesen von Bandlaufwerken) vorgesehen.
Verglichen etwa mit dem Commodore 64 war das BASIC des Lynx umfangreicher, schneller und die Grafikauflösung war besser; Computerspiele litten unter den speziellen Implementierungen und dem Fehlen von Hardware für Sound und Sprites.

## Rezeption
Nachdem eine Vorschau des Camputers Lynx auf der Personal Computer World Show gezeigt wurde, erklärte BYTE im Januar 1983, dass er „mehr Rechenleistung für das Geld bietet als jede andere Maschine, die dort gezeigt worden war“. Computing Today kritisierte im Juni 1983 das Handbuch als „in einiger Eile zusammengestellt … verwirrend“ und kritisierte den Computer, weil er die veröffentlichten Spezifikationen nicht erfülle und Herstellungsfehler aufweise. Es kam zu dem Schluss, dass der Lynx „als ein fehlerhaftes Juwel angesehen werden könnte … Wenn die weniger zufriedenstellenden Aspekte in Ordnung gebracht werden können, könnte er sich als eine sehr beliebte Maschine erweisen. Das könnte jedoch einige Opfer mit sich bringen“.

## Emulation
Trotz seiner recht kurzen Produktionszeit von etwas mehr als einem Jahr gibt es auch für den Camputers Lynx noch Liebhaber, die diesen Rechner in Form der Emulatoren jynxemulator oder auch PALE lebendig halten. Zum Betrieb sind die Systemroms separat zu beschaffen.

## Weiterführende Links
- 8bit-Museum
- Lynx 96 bei computinghistory
- jynxemulator
- PALE